# Елизабет Люксембургска
Елизабет Люксембургска (на немски: Elisabeth von Luxemburg; на унгарски: Erzsebét; на хърватски: Elizabeta Luksemburška; на чешки: Alžběta Lucemburská; * 28 февруари 1409, Прага; † 19 декември 1442, Дьор), като съпруга на по-късния крал Албрехт II, е римско-немска (1438 – 1439), унгарска (1437 – 1439), бохемска (1438 – 1439) и хърватска кралица (1439 – 1440).

## Биография
Дъщеря е на император Сигизмунд фон Люксембург от династията Люксембурги и втората му съпруга Барбара фон Цили, която по потекло е словенка.
На 7 октомври 1411 г., на 2-годишна възраст, Елизабет от Люксембург е сгодена за 12 години по-големия австрийски херцог Албрехт V от династията Хабсбурги. През 1421 г. тя се омъжва за Албрехт V (II) (1397 – 1439), крал на Унгария и Хърватия, римско-немски крал, крал на Бохемия и ерцхерцог на Австрия.
През нейния 17-годишен брак Елизабет ражда четири деца, последният син обаче след смъртта на нейния съпруг:
- Анна (* 12 април 1432, † 13 ноември 1462), от 1446 съпруга на херцог Вилхелм III от Саксония
- Георг (* 16 февруари 1435, † 16 февруари 1435)
- Елизабет Ракушанка (* ок. 1437, † 30 август 1505), от 1454 съпруга на Кажимеж IV Ягелончик, крал на Полша
- Владислав V (* 22 февруари 1440, † 23 ноември 1457), крал на Бохемия и Унгария от династията Хабсбурги

От Братислава Елизабет е политически активна, понякога противоположно на интересите на нейния съпруг. След смъртта на Албрехт II през 1439 г. тя енергично се стреми да осигури трона за нейния син Владислав V в Бохемия и Унгария, умира обаче след двегодишна неуспешна гражданска война, три дена след отпътуването на Владислав III. Погребана е в базиликата в Щулвайсенбург.